# Гатка (Лебединський район)
Гатка — колишнє село, входило до складу Великовисторопської сільської ради Лебединського району Сумської області, Україна.
1984 року в селі проживало 10 людей. Зняте з обліку 5 квітня 2000 року.

## Географічне розташування
Село знаходиться на відстані 1 км від правого берега річки Легань. За 1 км від Гатки знаходяться села Великий Вистороп та Малий Вистороп.